# بالانتين باثكيث دي برادا
بالانتين باثكيث دي برادا باييخو (فالديـراس، ليون، ٣١ مارس ١٩٢٥) هو مؤرخ إسباني وأستاذ فخري في التاريخ الحديث والمعاصر بجامعة برشلونة، وأستاذ في التاريخ الحديث ومدير قسم التاريخ الحديث والمعاصر في جامعة نافارا.

## السيرة الذاتية
ينتمي إلى عائلة من النبلاء في أستورياس، من بلدة برواثا، وُلِد في بلدة فالديـراس في إقليم ليون في ٣١ مارس ١٩٢٥، واختار بدء دراسته الجامعية في كلية الفلسفة والآداب بجامعة بلد الوليد، وحصل على الدكتوراه من جامعة مدريد.
بين عامي ١٩٥١ و١٩٥٦، درس في مدرسة الدراسات العليا التطبيقية في باريس، حيث كان تلميذًا للمؤرخ فيرناند بروديل وتعاون معه، وقرر أن يركز أبحاثه على التاريخ الاقتصادي، وهو مجال كان شبه غير موجود في الكتابات التاريخية الإسبانية. في الواقع، «يُعَدّ من الجيل الذي أدخل التاريخ الاقتصادي إلى إسبانيا، ومن المتأثرين بمدرسة الحوليات الفرنسية».
تزوّج في عام ١٩٥١ من ماري كارمن تيفي أورماسابال، ومنذ ١٩٥٥ أصبح أستاذًا مساعدًا في جامعة سرقسطة بعد نجاحه في المسابقة. وفي عام ١٩٥٩ حصل على منصب أستاذ في جامعة برشلونة.
شغل منصب "باحث ملحق" في المركز الوطني للبحث العلمي في باريس، و"أستاذ زائر" في جامعة إيسترن إلينوي بالولايات المتحدة، كما كان مدير قسم التاريخ الحديث في معهد ميلا وفونتالس للبحوث الإنسانية في برشلونة.
بعد وفاة زوجته، والدة أبنائه الخمسة، في مستشفى كيرون في برشلونة ليلة عيد الميلاد سنة ١٩٦٩، انتقل إلى مدينة بامبلونا عام ١٩٧٠، حيث بدأ التدريس كأستاذ عادي للتاريخ الحديث في كلية الفلسفة والآداب بجامعة نافارا.
في سبعينيات القرن العشرين، أنشأ في الجامعة نفسها قسم التاريخ الحديث والمعاصر، بمساعدة مجموعة من المؤرخين الشباب، من بينهم: غونثالو ريدوندو، لويس ميغيل إنثيسو، فيثينتي كاتشو، خوسيه مانويل كوينكا توريبيو، خوسيه لويس كوميياس، رودريغو رودريغيث غاراثا، وخوسيه أندريس-غاييغو.
في سنة ١٩٩٤، رُشّح لجائزة أمير فيانا للثقافة، التي يمنحها مجلس الثقافة في نافارا.
وهو والد الباحثة وأستاذة التاريخ المعاصر، مرسيدس باثكيث دي برادا تيفي.

## الأعمال
نشر العديد من المقالات في مجموعة واسعة من المجلات والمؤتمرات، سواء في إسبانيا أو على المستوى الدولي.
أما بالنسبة للكتب، فهو مؤلف المجلدات الأربعة من "رسائل التجار في أنتويرب" (دار SEVPEN، ١٩٦٠-١٩٦٣)، بالإضافة إلى أعمال أخرى، مثل "فيليب الثاني" (باللغة الهولندية: Filips II Heerser van een Wereldrijk) (دار Unieboek B.V.، ١٩٧٥)، وكتاب "فيليب الثاني وفرنسا (١٥٥٩-١٥٩٨): السياسة، الدين، وسبب الدولة" (جامعة نافارا، ٢٠٠٤).
في عام ٢٠١٥، وعمره تسعون عامًا، نشر له حكومة نافارا كتاب "تجار نافارا في أوروبا: القرن السادس عشر".